# Horacio Silva

## Horacio Silva
Horacio Silva Sebastián, nacido en Valencia el 29 de marzo de 1950, pintor y profesor catedrático en la Facultad de Bellas Artes de la Universidad Politécnica de Valencia. Su obra ha sido expuesta en numerosas galerías y museos nacionales e internacionales.
Acabada la carrera de Bellas Artes a finales de los años 60 y tras una primera etapa de iniciación adscrita a una suerte de expresionismo matérico y colorista, desarrolla un realismo minucioso, casi fotográfico, próximo al hiperrealismo, al que otorga acentos surreales e intenciones críticas, entre la ironía y el sarcasmo, lo que le emparenta con cierto tipo de pintura preocupada por las cuestiones sociales. Es un periodo en que se manifiesta como dominador precoz de técnicas muy elaboradas con resultados bastantes perfeccionistas. La excelente factura de sus cuadros le permitió acceder al mercado internacional, siempre atento a este tipo de producciones. Durante toda una década, desde principios de los setenta, su pintura se acogió en esta especie de “hiperrealismo mágico”, con que fue denominada por algunos. En 1981, el artista lleva a cabo una fuerte ruptura, motivada, quizá, por el deseo de moverse en una plástica más liberada. Cambió toda su concepción pictórica: Horacio Silva se iniciaba con otro lenguaje, muy diferente al que nos había acostumbrado; un lenguaje de acento expresionista, donde el gesto y el movimiento adquirían toda su dimensión protagonista, con evocaciones de los universos cubistas y futuristas. Dentro de este giro, conviene recordar que, de un cromatismo austero y de tonos fríos, pasó a una explosión colorista de gama más cálida. Desde entonces no ha cesado en el empeño, con una formulación innovadora en la que, independientemente de la atmósfera cromática, la cual se ha sometido a distintas variaciones hasta alcanzar una más personal en que parece encontrarse más cómodo el artista, los elementos formales se instalan en el cuadro con una autonomía sólo superada por articulaciones de tensiones, la cual posibilita un dinamismo, una vitalidad, capaz de sostener la unidad de la obra. La construcción interna revela un poderoso concepto compositivo por medio del cual el artista elabora su mundo pictórico, en el que no es ajena la presencia de una figuración insinuada, integrada en el contexto plástico, dentro de un discurso coherente el que no se regatean datos para su lectura.
Su trayectoria artística pasa por diferentes etapas:

## Etapas artísticas
- 1973-1980: Realismo-Realismo mágico

Tras una primera etapa de iniciación, a partir de 1973 desarrolla un realismo próximo al hiperrealismo, al que otorga acentos surrealistas e intenciones críticas, jugando entre la ironía y el sarcasmo, derivando hacia una pintura social.
- 1981-1985

El artista cambia toda su concepción pictórica; se inicia con un lenguaje de acento expresionista, donde el gesto y el movimiento adquieren de la mano del cubismo y el futurismo, máximo protagonismo.
- 1985-1995

El pintor se adentra en una figuración matérica sin abandonar el interés por el ámbito cotidiano. Su narrativa toma escenas del mundo mitológico.
- 1995-1999

Horacio Silva se centra en lo que, metafóricamente llama paisajes interiores, mostrando cierta figuración insinuada integrada en el contexto de su lenguaje plástico.
- 1999-actualidad

Centrado en sus “Cuadernos de Viaje” se entremezclan factores simbólicos, cuya narración da paso a nuevas historias, siempre fiel a los supuestos figurativos sin abandonar su personal estilo plástico producto de su peculiar técnica.